# Franka Batelić
Franka Batelić, née le 7 juin 1992, est une auteur-compositeur-interprète croate. Devenue célèbre grâce à sa victoire de la première saison de Showtime, elle est choisie pour représenter la Croatie lors du Concours Eurovision de la chanson 2018.

## Jeunesse
Franka Batelić est née le 7 juin 1992 à Rijeka en Croatie. Elle a un petit frère, Nikola, qui est le chanteur et le guitariste du groupe Storm. La chanteuse a commencé le chant à l'âge de trois ans et a également chanté au sein du chœur de la paroisse Saint-André à Rabac. 
Après avoir fini le cycle élémentaire et le lycée dans sa ville natale, elle étudie deux semestres au Berklee College of Music et commence des études de droit à l'université de Zagreb. Elle suit également des cours d'anglais à l'université de South Bank de Londres.

## Carrière

### Concours Eurovision de la chanson 2018
Il a été annoncé le 13 février 2018 que la chanteuse représenterait la Croatie à l'Eurovision 2018 avec la chanson Crazy. Toutefois, elle n'a pas réussi à se qualifier pour la finale.